# モンティ・パイソン ある嘘つきの物語 グレアム・チャップマン自伝
『モンティ・パイソン ある嘘つきの物語 グレアム・チャップマン自伝』（モンティ・パイソン あるうそつきのものがたり グレアム・チャップマンじでん、A Liar's Autobiography: The Untrue Story of Monty Python's Graham Chapman）は、2012年に公開されたイギリスの3Dアニメーション・コメディ映画である。モンティ・パイソンのメンバーの一人だったグレアム・チャップマンの人生を、意図的に不正確に描写している。原作はチャップマンが、パートナーだったデヴィッド・シャーロックと共同執筆した自伝A Liar's Autobiography: Volume VI。
なお、この映画と同時に同スタッフにて、ドキュメンタリー『嘘つきの解剖学書』Graham Chapman: Anatomy of a Liar（49分）も製作されており、日本版のセルBlu-rayには特典映像として収録されている。 

## キャストと役柄、日本語吹替え
- グレアム・チャップマン（本人役、ナレーター）：多田野曜平　- 生前に録音された音声による出演
- ジョン・クリーズ（本人、デービッド・フロスト他全3役）：大塚芳忠
- テリー・ギリアム（グレアムの精神科医他全5役）：落合弘治
- テリー・ジョーンズ（グレアムの母親、本人他全5役）：駒谷昌男
- マイケル・ペイリン（グレアムの父親、本人他全5役）：堀内賢雄
- キャロル・クリーヴランド（全3役）：森夏姫
- キャメロン・ディアス（ジークムント・フロイト）：渡辺美佐
- フィリップ・ブルコック（デビッド・シャーロック）：勝杏里
- ジャスティン・マクドナルド（デビッド・シャーロック（若年時））
- アンドレ・ジャックマン（本人役）
- マルガリータ・ドイル（シルヴィア・クリステル）
- スティーブン・フライ（オスカー・ワイルド）：多田野曜平
- その他声の出演（日本語版）：藤井啓輔、中司ゆう花、志賀痲登佳

## 各章のアニメーションの題名および製作者
- Oscar Wilde（Not To Scale）
- Polish Airmen(Peepshow)
- Eton(Steven Lall)
- Scarborough & Teen Sex(Superfad)
- Biggles(Made Visual Studio)
- Monkeys(Mr & Mrs Smith)
- Cambridge & Freud(Sherbet)
- Queen Mum & Cock Car（Cake）
- Ibiza(Trunk)
- Coming Out Party & Drying Out(ArthurCox)
- Sit On My Face(A for Animation)
- Nightmare(Tundra)
- La Parties & Epistle(Beakus)
- Space Pods(Treat studios)

## 製作
2011年6月、チャップマンの「自伝」に基づいた3Dアニメーションを製作していることを、ビル&ベン·プロダクションズが発表した。正式な「モンティ・パイソン映画」ではないが、残りのパイソンズのメンバーはエリック・アイドルを除く全員が、映画に出演している。彼の人生が、チャップマン自身によって意図的に架空のものとして描かれているかを聞かれたテリー・ジョーンズは、「すべては完全に嘘だよ」と冗談をいった。
映画内のチャップマンの声は、彼が癌で死去する3年前に、自身で自伝を朗読したもの。有料チャンネルEpixは、映画は2Dと3Dの両方の形式になっていることを発表した。ロンドンに本拠を置くビル・ジョーンズ（テリー・ジョーンズの実子）、ジェフ・シンプソン、ベン・ティムレットが監督、プロデューサーをつとめた。作品は、それぞれが異なるスタイルの、3分から12分の長さの章に分けられ、14のアニメーション製作会社が製作をおこなった。
ジョン・クリーズはチャップマンの声と合うよう、対話を吹き込んだ。マイケル・ペイリンはチャップマンの父親を演じ、テリー・ジョーンズが母親を演じた。また、テリー・ギリアムはグレアムの精神科医を演じた。彼らはすべて、他の様々な役を演じている。オリジナルのパイソンズの中では、唯一エリック・アイドルは関わっていない（ただし、アイドルのアーカイブ映像が劇中で流される)。
チャップマンと交友があった、有名人のキャラクターが多数登場しているが、大学のコメディーサークル「ケンブリッジ・フットライツ」で知り合った、後の司会者デービッド・フロストが多くの場面に登場し、終始「軽薄な男」として描かれている（演じるのはジョン・クリーズ）。

## 公開
2012年9月8日の第37回トロント国際映画祭で初めて上映された。イギリスでは、2012年10月16日にロンドン国際映画祭で初公開。アメリカ合衆国では2012年11月2日に限定劇場公開された他、同日に有料チャンネルEpixで公開された。映画の公式予告編では、チャップマンが「これは私が死んだ後の最高の映画だ」と言ったと主張されている。
日本では2012年10月26日の「第25回東京国際映画祭」の「WORLD CINEMA」部門にて邦題を『ある嘘つきの物語 モンティ・パイソンのグレアム・チャップマン自伝』として初公開した後、邦題を変更し2013年11月23日からは新宿ピカデリーで、12月7日からはなんばパークシネマにてそれぞれ2週間限定で劇場公開された（ただし2D版）。日本公開の際、その過激な内容から、映倫は修正を加えたうえでアニメーション映画には珍しいR15+指定とした。
日本語吹き替え版でのパイソンズの声優は、『空飛ぶモンティ・パイソン』から存命キャストも含めて総入れ替えされている。

## 批評
フィルムは評論家からさまざまな評価を受けた。インターネットの映画評サイト「Rotten_Tomatoes」では46％の評価を得た。